# Death Note
Death Note (jap. デスノート;  Hepburn: Desu Nōto) je japonska manga in anime serija, ki jo je napisal Tsugumi Ohba ter ilustriral Takeshi Obata. Zgodba govori o Lightu Yagamiju, srednješolcu, ki odkrije nadnaravni dnevnik shinigamija Ryuka, ki njegovemu uporabniku dodeli sposobnost, da lahko ubije vsakogar, katerega ime in obraz pozna. Serija se vrti okoli Lightovih prizadevanj, da bi ustvaril svet, "očiščen vsega zla", in mu zavladal kot "bog" z uporabo dnevnika smrti, ter okoli prizadevanja detektiva s psevdonimom L, da bi ga ustavil.

## Povzetek zgodbe
Light Yagami je genialni srednješolec, ki odkrije "dnevnik smrti", dnevnik, ki ubije vsakogar, katerega ime je zapisano v njej. Po preizkušanju dnevnika se Light spozna s shinigamijem (bogom smrti) Ryukom, prvotnim lastnikom, ki je iz zdolgočasenosti svoj dnevnik odvrgel v človeški svet. Light pove Ryuku o svojem načrtu zavladanja novemu, brezzločinskemu svetu, v katerem bi živeli samo ljudje, ki so po njegovi presoji moralno neoporečni. Light (oziroma njegova anonimna dejanja) v javnosti sčasoma postane znan kot Kira (jap. キラ), kar izhaja iz japonske izgovorjave angleške besede "killer", morilec.
Kirovi umori so pritegnili pozornost Interpola in svetovno znanega detektiva pod imenom "L". L-u uspe s pastjo, v katero se ujame Light, omejiti Kirovo lokacijo na območje Japonske. Light se pridruži L-u in njegovi anti-Kira raziskovalni enoti v upanju, da sčasoma najde način, kako ubiti L-a. Lightov načrt začne ovirati drugi Kira, slavna modelka Misa Amane in njen shinigami Rem. Misa ugotovi, da je Light prvi Kira, in mu ponudi sodelovanje. Ker pa se Misa zaljubi v Lighta, postane nepazljiva in stori strateške napake, ki L-a vodijo do nje, nakar jo uspešno pripre. Po tem, ko se Light domisli načrta, kako dokazati svojo in Misino nedolžnost, privoli k temu, da se tudi njega pripre. Oba se odrečeta lastništvu vsak svojega dnevnika smrti, kar jima posledično izbriše spomine, povezane z njegovo uporabo.
Med njunim priporom se pojavi tretji Kira. Ko postane jasno, da ni mogoče, da bi Light in Misa izvajala umore tretjega Kira, ju L izpusti in jima dodeli hišni pripor v svojem nahajališču. L-ova raziskovalna enota odkrije identiteto tretjega Kira, in sicer gre za izvršnega direktorja skupine Yotsuba Group Kyosukeja Higuchija, ki ga v policijski raciji ujamejo. Ob dotiku dnevnika Light dobi nazaj svoje spomine na Kira in ubije Higuchija. Light nato čustveno zmanipulira Rema v umor L-a s tem, ko postavi Miso v življenjsko ogrožajočo situacijo. Ker namenski umor z namenom podaljšanja življenjske dobe človeka krši pravila shinigamijev, umre tudi Rem sam. Po L-ovi smrt Light postane drugi "L" in nadaljuje svojo farso iskanja Kira, medtem ko on sam vrši umore.
Zgodba preskoči na štiri leta pozneje, ko si Kira pridobi veliko mrežo stikov in ogromno podporo javnosti. Razkrijeta se dva mladostnika, ki tekmujeta za nasledstvo L-a – Near, detektiv, povezan z vlado ZDA, in Mello, član mafije. Mello se poslužuje zločinskih prijemov, da bi se približal Kiru. Eden od Mellovih načrtov ima za posledico smrt Soichira, Lightovega očeta in člana L-ove raziskovalne enote.
Medtem preiskovanje Kira vodi Neara v sum, da Light deluje kot L in Kira hkrati. Po Soichirovi smrti Near znotraj raziskovalne enote razširi sum. Kot odgovor Light prepriča Miso, da se odreče svojemu dnevniku, in izuri novega "Kira" Teruja Mikamija, državnega tožilca in gorečega zagovornika Kira. Mikami omreži novinarsko voditeljico Kiyomi Takada, da postane Kirova javna predstavnica. Ko Mello ugotovi, da je Takada povezana s Kirom, jo ugrabi, vendar pa ga ona nato umori, nakar je še sama umorjena s strani Lighta. Zaradi ugrabitve Mikamijeva dejanja omogočijo Nearu, da postavi past, ki dokaže, da sta tako Mikami kot Light Kira. L-ova in Nearova raziskovalna enota ju ujameta in iz Lighta izzoveta priznanje krivde. Ko Ryuk izve, da ga Light ne bo več mogel kratkočasiti, ga ubije.